# Lexie Alford
Lexie Alford, ou Lexie Limitless, de son vrai nom Alexis Rose Alford, née le 10 avril 1998 à Nevada City, Californie, États-Unis, est une photographe, voyageuse, blogueuse et youtubeuse américaine principalement connue pour avoir voyagé dans 196 pays avant l'âge de 22 ans.

## Jeunesse et formation
Née et élevée dans une famille aisée, Lexie Alford décide dès l'âge de deux ans qu'elle veut explorer le monde. Elle apprend de ses parents, agents de voyages, à faire des réservations et planifier un itinéraire. À l'âge de 18 ans, elle obtient un associate degree dans un collège communautaire, après avoir obtenu un GED. Son amour du voyage lui serait inspiré par les taupes du film Disney, Atlantide, l'empire perdu.

## Carrière
Lexie Alford est initialement connue pour avoir voyagé dans 196 pays avant l'âge de 22 ans,,.
Elle a essentiellement autofinancé ses voyages pendant la première année et demie, gagnant ensuite un financement supplémentaire en travaillant comme consultante en voyages pour l'agence de voyages de sa famille, en participant à des accords de marque occasionnels et en assurant des campagnes de marketing liées à ses voyages.
En voyageant, elle génère des revenus avec son blog, tout en faisant des photographies et en vendant des tirages. Selon ses propres propos, elle passe « un temps infernal à rechercher les meilleurs lieux de voyage et à apprendre en profondeur comment voyager dans des endroits exotiques ».
Elle se décrit comme minimaliste, n'emportant que les affaires nécessaires dans un sac à dos, ainsi que son équipement vidéo.

« I simply wanted to push the limits of what I thought I could do with my life and see as much of the world as possible in the process. »

— Lexie Alford en 2019

### YouTube
Elle lance sa chaîne YouTube, Lexie Limitless, quelques années avant d'accomplir son record du monde. Elle y partage ses aventures de voyages, ses difficultés et réussites en tant que jeune voyageuse, ainsi que les cultures et modes de vie divers dans le monde. L'une de ses vidéos les plus regardées est My Impossible 5 Minute Trip to North Korea.

### Livre Guinness des Records
En 2019, elle entre au Livre Guinness des Records en tant que "personne la plus jeune ayant voyagé dans tous les pays" et "plus jeune femme ayant voyagé dans tous les pays" à l'âge de 21 ans et 177 jours,,.

### Tour du monde en voiture électrique
Le 8 septembre 2023, Lexie Alford part de Nice au volant d'un Ford Explorer électrique pour un tour du monde, qu'elle achève dans la même ville le 26 mars 2024,.
Une série sur ce tour du monde en voiture électrique, Charge around the globe, sort sur Prime Video le 15 novembre 2024.

### Livre en préparation
Depuis 2022, Lexie Alford travaille sur l'écriture d'un livre parlant de ses périples de par le monde.